# Farrera
Farrera es una localidad y municipio español de la provincia de Lérida, comunidad autónoma de Cataluña, situado en la comarca del  Pallars Sobirá, en el límite con la del Alto Urgel. La capital municipal es Farrera, e incluye además los núcleos de Alendo, Burg, Glorieta, Mallolís y Montesclado.

## Geografía humana

### Demografía
Cuenta con una población de 127 habitantes (INE 2024).
| Gráfica de evolución demográfica de Farrera entre 1842 y 2021 |
| |
| Población de derecho según los censos de población del INE Población de hecho según los censos de población del INEEntre el censo de 1857 y el anterior, crece el término del municipio porque incorpora a 255076 (Burch), 255250 (Montescladó) |

| 1900 | 1930 | 1950 | 1970 | 1981 | 1986 |
| ---- | ---- | ---- | ---- | ---- | ---- |
| 444  | 469  | 334  | 92   | 75   | 89   |

## Geografía
El término municipal de Farrera, de 61.85 km ² de extensión, se organiza en torno a la Coma de Burg, el valle del Río de Glorieta, con toda la cabecera, todos los barrancos y torrentes que afluyen y todo el curso medio. Sólo el tramo final queda fuera del término de Farrera. Al sur del término hay, además, el valle del barranco de Cabrils, afluente del Río de Santa Magdalena, en la orilla derecha del que llega el término de Farrera. Es muy montañoso, ya que incluye las crestas que enmarcan estos valles.
En el extremo meridional del término, en el límite con Montferrer i Castellbò, está el pequeño enclave de Romadriu, que pertenece al término municipal de Llavorsí.

### Términos municipales limítrofes y perímetro del término municipal
Tírvia y Alins, Llavorsí, Valles del Valira (Alto Urgel) Montferrer i Castellbò (Alto Urgel). Comienza esta descripción en el extremo noroeste del término, en el lugar donde se encuentran los municipios de Farrera, Tírvia y Alins. Es el extremo noroccidental del Serrat de Erta, al noroeste de la cima del Farro, a 1.550 metros de altitud.
Límite con Tírvia: Desde el punto anterior, el mojón va hacia el suroeste hay lado meridional de la Borda de Perutxo, que queda en término de Tírvia, por un torrente que discurre en esa dirección. Así llega al Río de Glorieta justo al este de los Pinos del Barram, que atraviesa. Continúa hacia poniente en línea recta, pasando a ras del lado meridional primero de la Borda del quimo y después de la Borda de Pedascoll, ambas de Tírvia, hasta llegar de nuevo al Río de Glorieta, que atraviesa y vuelve a cruzar en la cabeza de poco. Abandona este río para cortar hacia la Noguera de Cardós al norte de la Borda de Janot y la Borda Burgueto, ambas pertenecientes a Farrera. Cuando llega a la Noguera de Cardós, el mojón lo atraviesa dos veces seguidas, cortándolo por la mitad en un recodo muy pronunciado que hace el río, para ir a parar al sur de la Borda de Salus. Entonces, a levante de Els Prats de Salus sube hacia una sierra que hay a mediodía, dejando a levante el Bosque de Ausó y, hacia el sur, baja para ir a encontrar el barranco de Riberies. En el momento que llega se acaba el mojón con Tírvia y comienza el límite con Llavorsí.
Límite con Llavorsí: Desde el punto anterior, la línea de término sigue otro tramo el barranco de Riberies, dejando al suroeste la Obaga, hasta que este barranco ha hecho dos fuertes curvas. Acto seguido el mojón abandona el barranco y empieza a subir hacia el sursureste, en línea recta, hacia el pico de la Espada, de 1530,8 metros de altitud. Vuelve a girar, ahora hacia el sur, por la cresta, y llega enseguida al Roc Raset, de 1798,4 m. En este lugar enlaza con la mitad suroriental del Serrat de les Canals, siguiendo la dirección sureste a partir de este lugar. Sigue a continuación el Serrat del Bosque, donde están los picos del Roc Roi (1.973,9) y del Cap de la Peguera (2.033,5). Continúa de nuevo hacia el sur, pasa por el Coll de Serelles (1.971,4), y de primero hacia el sur y luego abriéndose hacia el sureste, sube al Pui de Urdosa, de 2.226,1 metros de altitud . De esta cima sigue la cresta hacia mediodía hasta el sector de levante de la sierra de Campirme hasta que en el extremo norte del Serrat de la salador abandona la cresta y cae de derecho hacia el barranco de Fuente de Freixa, que sigue hacia al sur, aguas abajo hasta que este barranco se vierte en el Río de Santa Magdalena. Es este río el que marca el mojón, pero por poco menos, ya que enseguida llega al Toll de l'Olla, donde se encuentran los términos de Llavorsí, Farrera y Montferrer i Castellbò (antes, Villa y Valle de Castellbò).
Límite con el antiguo término de Vila y Vall de Castellbò (ahora, Montferrer i Castellbò, Alto Urgel): En este primer tramo, el mojón de Farrera con el municipio del Alto Urgel sigue íntegramente el Río de Santa Magdalena, entre el Charco de la Olla y el pueblo de Romadriu. Es una línea irregular, básicamente hacia el sureste, que deja al noreste el Solà de Romadriu y al suroeste el Bosque de las Umbrías y la Obaga del Caranta. Cuando uno llega a la mitad de la orilla derecha del embalse de la presa de Romadriu se encuentra el nuevo mojón, entre los mismos términos del tritermenal anterior, debido al enclave de Romadriu.
Límite con Llavorsí (enclave de Romadriu): En este lugar el breve mojón con Llavorsí hace un arco alrededor del pueblo de Romadriu, desde el noroeste del pueblo en el sureste, pasando por su norte, noreste y este, alcanzando la cota 1375 en su nivel máximo . Luego, el mojón se reintegra al Río de Santa Magdalena, donde se vuelven a encontrar los mismos tres municipios mencionados.
Límite con el antiguo término de Vila y Vall de Castellbò (ahora, Montferrer i Castellbò): Desde Romadriu, la línea de los términos está marcada por el Río de Santa Magdalena, a lo largo del límite con este municipio del Alto Urgel. La dirección genérica es hacia levante, pero el río va haciendo numerosos meandros, para ir salvando la accidentada ortografía del valle alto de la Ribalera. En el último tramo emprende la dirección noreste, al este de la Solana de Castellarnau, hasta que llega al lado sur de la capilla de Santa Magdalena de Ribalera. En este lugar se encuentran los términos de Farrera, Vall y Vila de Castellbò (ahora, Montferrer i Castellbò) y Ars (ahora, Valles del Valira).
Límite con el antiguo término de Ars (ahora, Valles del Valira): Siguiendo todavía el río, el mojón pasa junto a levante de Santa Magdalena de Ribalera, y, al cabo de unos 75 metros, llega a otro punto triterme, ahora entre Farrera, Ars y Civís (estos dos últimos, ahora fusionados en Valles del Valira. Es justo el espacio entre el Río de Santa Magdalena y el Área de recreo de Santa Magdalena.
Límite con el antiguo término de Civís (ahora, Valles del Valira): Desde esta área de recreo, el mojón sigue hacia el nornoreste por una cuesta que sube de derecho al Bony de Salambó, de 1856,9 metros de altitud. Desde esta cima, siempre en la misma dirección, se dirige al Coll del Albo, de 1776,2, y siguiendo una valla instalada justo encima del mojón, hasta que esta valla encuentra la Pista de Conflent. Cuando la encuentra, el mojón gira repentinamente hacia levante, a fin de seguir este camino, primero hacia el este y luego hacia el noreste. Sigue este camino hacia el norte, que discurre paralelo a la izquierda del Río de la Olla, hasta que ambos tuercen hacia el noreste. Entonces, la línea de término baja al río, y lo sigue aguas arriba. Cuando el Río de la Olla encuentra su afluente por la derecha del barranco de la Pleta, la línea de término sigue este último barranco, hasta que recibe por la izquierda el Torrent de Sabollera, entonces el mojón sigue este otro curso de agua, siempre hacia arriba y en dirección norte, hasta el nacimiento del torrente, bajo y al sur del Portarró de Sabollera y al norte del Estanyol de Sabollera. El Portarró de Sabollera se encuentran los términos de Farrera, Civís (ahora, Valles del Valira) y Alins.
Límite con Alins: Del Portarró de Sabollera, a 2.432,9 metros de altitud, el límite con Alins arranca hacia el oeste, hasta llegar a la cima de lo Covil, de 2.564,1. En esta cumbre, cambia de dirección, ahora, hacia el sur, sigue la cresta principal hasta una colina de 2544,6, donde gira hacia el suroeste. Va siguiendo la cresta principal, que poco a poco va girando más de derecho hacia poniente, y al cabo de un rato encuentra el pico de Manga, de 2517,3, donde la línea de término emprende hacia el oeste- noroeste, siguiendo la sierra de Manga, siempre por la cresta principal. A media sierra, la dirección que toma ya es claramente hacia el oeste, enlaza con el Ferry, en el noreste del pueblo de Burg, sobre él, continúa por la sierra de Erta, encontrando el Farro, de 1656,1 m, y llega al punto donde se inició esta descripción.

## Economía
Agricultura, ganadería, arte y naturaleza.